# Songkhla
Songkhla (en tailandés: สงขลา, pronunciado ), también conocida como Singgora o Singora (Pattani malayo: ซิงกอรอ), es una ciudad (thesaban nakhon) en la provincia de Songkhla, en el sur de Tailandia, cercana a la frontera con Malasia. En 2006 tenía una población de 75 048 habitantes. Songkhla se encuentra a 968 kilómetros (601,5 mi) km (601) sur de Bangkok.
A pesar de ser más pequeña que la ciudad vecina de Hat Yai, Songkhla es la capital de la provincia de Songkhla así como el distrito Mueang Songkhla (distrito de la ciudad de Songkhla).
En la apertura del Lago Songkhla al Golfo de Tailandia, Songkhla es una ciudad de pescadores y también un importante puerto. Es el principal puerto marítimo en el lado este del Istmo de Kra.

## Historia
La ciudad cuenta con varios lugares religiosos, como lo es el Wat Pho Pathamawat (en tailandés: วัดโพธิ์ปฐมาวาส), que contiene murales relacionados con la religión Budista en su mayoría, además de que estos murales contienen a menor escala elementos de las religiones del Islam y el Brahmanismo.

## Clima
Songkhla tiene un clima tropical monzónico (clasificación climática de Köppen Am). Las temperaturas son muy cálidas o cálidas durante todo el año, con una variación mínima. Hay una corta estación seca en febrero y marzo; el resto del año es húmedo, con lluvias especialmente fuertes de octubre a diciembre.
| Parámetros climáticos promedio de Songkhla (1981–2010)                                                 | Parámetros climáticos promedio de Songkhla (1981–2010) | Parámetros climáticos promedio de Songkhla (1981–2010) | Parámetros climáticos promedio de Songkhla (1981–2010) | Parámetros climáticos promedio de Songkhla (1981–2010) | Parámetros climáticos promedio de Songkhla (1981–2010) | Parámetros climáticos promedio de Songkhla (1981–2010) | Parámetros climáticos promedio de Songkhla (1981–2010) | Parámetros climáticos promedio de Songkhla (1981–2010) | Parámetros climáticos promedio de Songkhla (1981–2010) | Parámetros climáticos promedio de Songkhla (1981–2010) | Parámetros climáticos promedio de Songkhla (1981–2010) | Parámetros climáticos promedio de Songkhla (1981–2010) | Parámetros climáticos promedio de Songkhla (1981–2010) |
| Mes | Ene.                                                   | Feb.                                                   | Mar.                                                   | Abr.                                                   | May.                                                   | Jun.                                                   | Jul.                                                   | Ago.                                                   | Sep.                                                   | Oct.                                                   | Nov.                                                   | Dic.                                                   | Anual                                                  |
| --- | ------------------------------------------------------ | ------------------------------------------------------ | ------------------------------------------------------ | ------------------------------------------------------ | ------------------------------------------------------ | ------------------------------------------------------ | ------------------------------------------------------ | ------------------------------------------------------ | ------------------------------------------------------ | ------------------------------------------------------ | ------------------------------------------------------ | ------------------------------------------------------ | ------------------------------------------------------ |
| Temp. máx. abs. (°C)                                                                                   | 32.4                                                   | 34.3                                                   | 35.3                                                   | 36.8                                                   | 38.6                                                   | 37.1                                                   | 36.6                                                   | 37.3                                                   | 35.8                                                   | 38.5                                                   | 34.0                                                   | 32.6                                                   | 38.6                                                   |
| Temp. máx. media (°C)                                                                                  | 29.6                                                   | 30.3                                                   | 31.4                                                   | 32.5                                                   | 33.0                                                   | 33.1                                                   | 32.9                                                   | 33.0                                                   | 32.3                                                   | 31.4                                                   | 29.8                                                   | 29.2                                                   | 31.5                                                   |
| Temp. media (°C)                                                                                       | 27.1                                                   | 27.5                                                   | 28.1                                                   | 28.9                                                   | 28.8                                                   | 28.6                                                   | 28.3                                                   | 28.2                                                   | 27.8                                                   | 27.3                                                   | 26.9                                                   | 26.7                                                   | 27.9                                                   |
| Temp. mín. media (°C)                                                                                  | 24.7                                                   | 24.7                                                   | 25.0                                                   | 25.4                                                   | 25.4                                                   | 25.1                                                   | 24.8                                                   | 24.7                                                   | 24.5                                                   | 24.3                                                   | 24.3                                                   | 24.4                                                   | 24.8                                                   |
| Temp. mín. abs. (°C)                                                                                   | 20.8                                                   | 20.4                                                   | 19.7                                                   | 21.1                                                   | 22.1                                                   | 21.1                                                   | 21.1                                                   | 21.9                                                   | 21.4                                                   | 21.1                                                   | 20.4                                                   | 20.7                                                   | 19.7                                                   |
| Lluvias (mm)                                                                                           | 74.8                                                   | 48.6                                                   | 59.7                                                   | 75.1                                                   | 119.6                                                  | 99.9                                                   | 95.0                                                   | 109.4                                                  | 136.9                                                  | 257.1                                                  | 545.9                                                  | 444.7                                                  | 2066.7                                                 |
| Días de lluvias (≥ 1 mm)                                                                               | 10.0                                                   | 5.3                                                    | 7.1                                                    | 8.5                                                    | 13.0                                                   | 13.2                                                   | 12.7                                                   | 13.8                                                   | 15.5                                                   | 19.9                                                   | 22.6                                                   | 20.4                                                   | 162.0                                                  |
| Horas de sol                                                                                           | 179.8                                                  | 183.6                                                  | 204.6                                                  | 201.0                                                  | 151.9                                                  | 150.0                                                  | 151.9                                                  | 151.9                                                  | 144.0                                                  | 111.6                                                  | 105.0                                                  | 142.6                                                  | 1877.9                                                 |
| Humedad relativa (%)                                                                                   | 78                                                     | 77                                                     | 78                                                     | 78                                                     | 78                                                     | 77                                                     | 77                                                     | 76                                                     | 79                                                     | 82                                                     | 84                                                     | 82                                                     | 79                                                     |
| Fuente n.º 1: Thai Meteorological Department                                                           |                                                        |                                                        |                                                        |                                                        |                                                        |                                                        |                                                        |                                                        |                                                        |                                                        |                                                        |                                                        |                                                        |
| Fuente n.º 2: Office of Water Management and Hydrology, Royal Irrigation Department (sun and humidity) |                                                        |                                                        |                                                        |                                                        |                                                        |                                                        |                                                        |                                                        |                                                        |                                                        |                                                        |                                                        |                                                        |